# سكوت ساتكليف
سكوت ساتكليف (بالإنجليزية: Scott Sutcliffe)‏ هو لاعب كرة قدم أسترالية أسترالي، ولد في 10 فبراير 1963.

## وصلات خارجية
- سكوت ساتكليف على موقع AustralianFootball.com (الإنجليزية)
- سكوت ساتكليف على موقع AFLtables.com (الإنجليزية)